# Puchuldiza
Puchuldiza (también conocido como Puchultisa) es un campo geotérmico ubicado en la comuna de Colchane, en la Región de Tarapacá, en el norte de Chile. Forma parte de la Zona Volcánica Central de los Andes y se ubica cerca del volcán Isluga y de otros volcanes más antiguos. 
El área se distingue por la presencia de géiseres y aguas termales, lo que ha impulsado estudios para evaluar su vialidad en la generación de energía geotérmica. Hidrográficamente, Puchuldiza pertenece la quebrada de Aroma, dentro de la Pampa del Tamarugal.

## Toponimia
El origen del topónimo "Puchuldiza" es aimara. Proviene del término "phuchultisa", que significa "salto de agua caliente".

## Ubicación
Las localidades de Los Baños de Puchuldiza y Tuja se encuentran en el área. El volcán Isluga está ubicado a 27 kilómetros al nordeste de Puchuldiza. La ciudad de Iquique se encuentra a 150 kilómetros al suroeste de Puchuldiza.

## Contexto
En el margen occidental de América del Sur, la fosa de Perú-Chile separa la Placa Sudamericana de las placas del océano Pacífico y marca el sitio donde estas hacen subducción debajo del continente americano. La subducción de la placa de Nazca debajo de la placa sudamericana causa los fenómenos volcánicos de la Zona Volcánica Central así como fenómenos geotérmicos en el norte de Chile como en El Tatio, Puchuldiza y Surire.
La zona contiene ignimbritas y otras rocas volcánicas que fueron lanzadas en erupciones acaecidas durante el Mioceno al Pleistoceno superponiéndose a sedimentos y vulcanitas anteriores; estos depósitos aparecen contener sistemas hidrotermales. Los fenómenos geotérmicos son extendidos y ocurren en la forma de fumarolas, géiseres, mudpots y aguas termales.

## Características

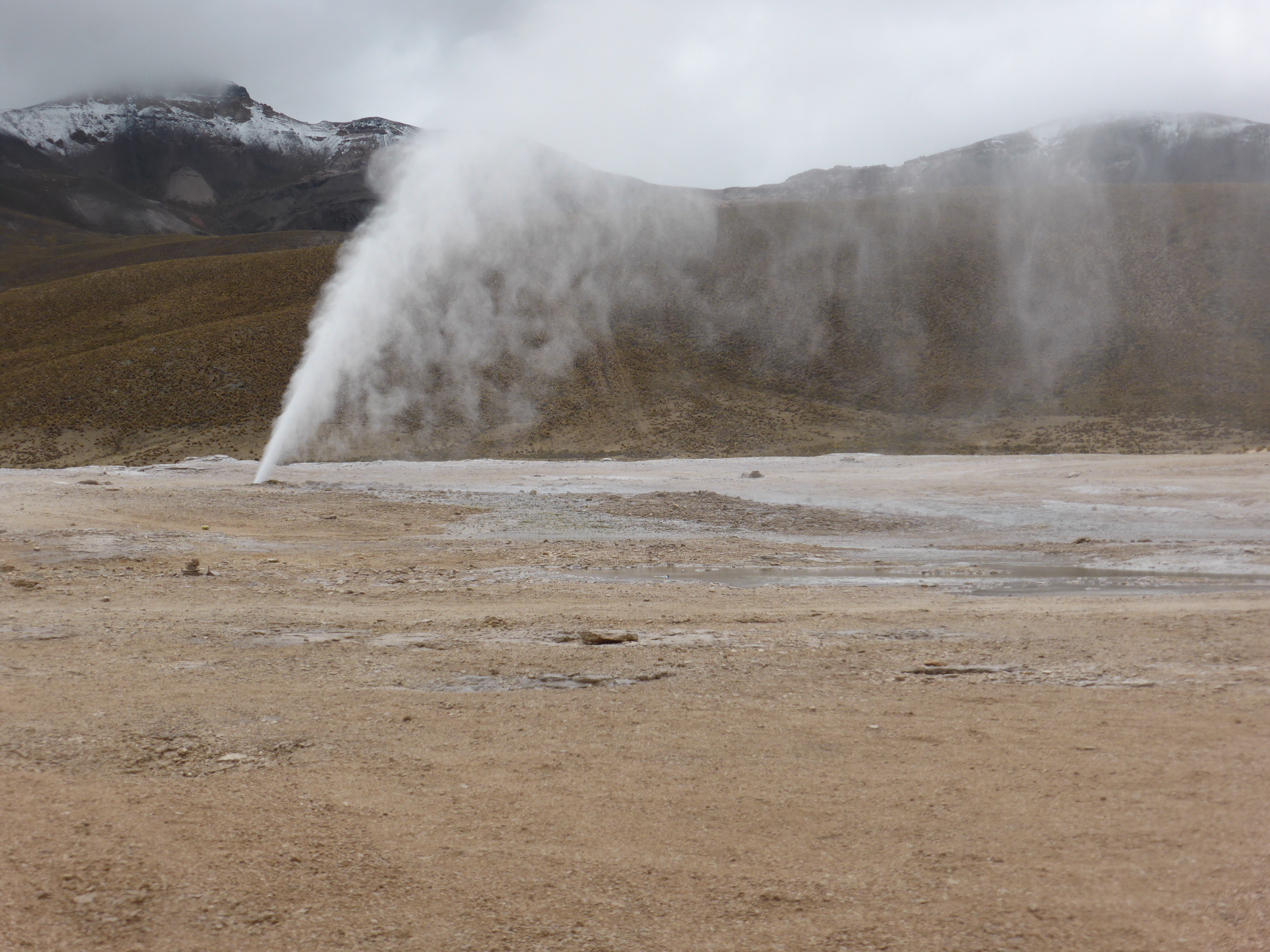
Uno de los géiseres en el campo de Puchuldiza.

Puchuldiza se ubica a 4200 m s. n. m., y se subdivide entre el campo de Puchuldiza propiamente tal, de 1 kilómetro cuadrado y los 0,15 kilómetros cuadrados del área denominada Tuja, unos seis kilómetros al noroeste. El campo está caracterizado por el afloramiento de aguas termales y fumarolas, los cuales liberan fluidos calientes en los bancos del río Puchuldiza, el cual yace dentro de una fosa tectónica que se formó a causa de la actividad de fallas geológicas en el Cuaternario. Esta actividad de fallas ha separado la corteza, formando depresiones conocidas como grabens y que recogen aguas geotérmicas. Más allá, surgen ventilaciones hidrotermales en las intersecciones entre las fallas. Un número de ignimbritas afloran por la zona y fueron sujetas a deformaciones tras su emplazamiento, formando pliegues. Además, existen estratovolcanes que datan del Plioceno-Pleistoceno en Puchuldiza, incluyendo los cerros Natividad, Condoriri, Guaillane y Latarani-Macurquima. Un domo de lava de Latarani tuvo actividad hace 900 mil a 300 mil años, por lo que puede ser relacionado con la actividad geotérmica actual.
Las temperaturas documentadas en el campo superan los 200 °C, a pesar de que las temperaturas de los estanques han sido estimadas entre aproximadamente 136 a 176 °C. El flujo calórico total ha sido estimado en aproximadamente 33 megawatts. El agua es rica en sales, muy en particular cloruro de sodio. Estas aguas aparecen para originar un acuífero profundo dentro de rocas de andesita, mayoritariamente de origen meteórico. El campo de Tuja puede ser directamente alimentado por energía geotérmica, y el de Puchuldiza indirectamente por vapor. La alteración hidrotermal es extendida en las rocas del campo y ha generado depósitos de pirita y geyserita.
Además de agua, las fuentes geotérmicas liberan diversos gases. Su componente dominante es dióxido de carbono; los componentes secundarios son hidrógeno, ácido sulfhídrico, metano y nitrógeno. La presencia de argón y oxígeno en los gases se debe a la influencia de los gases atmosféricos en la formación de los gases.

## Producción de energía
El norte de Chile ha sido investigado para su potencial de generar energía geotérmica, en parte porque hay pocas otras fuentes de energía en esta región. Ha habido trabajos de perforación exploratoria en dos campos en el norte de Chile: en El Tatio y Puchuldiza.
En el caso de Puchuldiza, se ha perforado en seis pozos exploratorios a profundidades de 1150 metros, revelándose un potencial de generación de energía de 120 a 180 megawatts. En 1978, una planta de poder geotérmica experimental proveyó una producción de 10 kilovatios; esta fue la primera experiencia de generación geotérmica de electricidad en América del Sur. Sin embargo, en 1982 se determinó que los índices de flujo en Puchuldiza no eran suficientes para justificar un proyecto geotérmico.

## Historia
Luis Risopatrón distingue en su Diccionario Jeográfico de Chile de 1924 tres accidentes geográficos con el mismo nombre propio:
Puchultisa (Arroyo). 19° 25'69° 00' Corre hacia el W i se vácia en la parte superior del rio de Aroma; en su quebrada se encuentra un estenso campo de geysers, los que arrojan agua en ebullición cargada de materias silíceas i sulfurosas, que se depositan en las paredes. 2, 8, p. 292; 77, p. 75; 85, p. 111; 87, p. 795; 95, p. 47; i 140, pl. XLVII de Paz Soldán (1865); i quebrada de Puchuldisa en 116, p. 266; 134; i 156.
Puchultisa (Baños termales). 19° 25' 69° 00' Sus aguas despiden vapores sulfurosos i se encuentran en el fondo de la quebrada del mismo nombre, de la de Aroma. 77, p. 75; i 140, pl. XLVII de Paz Soldán; i de Pucchultiza en 94, p. 20.
Puchultisa (Cerro). 19° 25'? 69° 00'? Está compuesto de estratas negras i blancas de tiza, alternadas i se levanta a 4 500 m de altitud, en la quebrada del mismo nombre, de la de Aroma. 77, p. 75; i 155, p. 577; i Pucchultiza en 94, p. 20.